# إيفيلين عشم الله
إيفيلين عشم الله (دسوق 1948 - ..)، فنانة تشكيلية مصرية، ولدت بمدينة دسوق بمحافظة كفر الشيخ. تخرجت في كلية الفنون الجميلة، جامعة الإسكندرية عام 1973. وبعد تخرجها تزوجت من الصحفي «محمود يسري».
إيفيلين عضو مؤسس لنقابة الفنانين المصرية، وأقامت أكثر من معرض للوحاتها، وعملت صحفية بمجلة روز اليوسف في الفترة 1973 حتى 1975، وفي عام 2000 شغلت منصب مدير المتحف المصري للفن المعاصر حتى استقالت عام 2002.
أصبح لإيفيلين عشم الله 22 معرضاً في عام 2005، وأسلوبها معرف أنه يحاكي الأساطير والسحر بحيث تكون كل لوحة تعبّر عن حكاية.